# Mesembrius peregrinus
Mesembrius peregrinus är en tvåvingeart som först beskrevs av Friedrich Hermann Loew 1846.  Mesembrius peregrinus ingår i släktet Mesembrius och familjen blomflugor.
Artens utbredningsområde är Italien. Inga underarter finns listade i Catalogue of Life.